# カナダ国会議事堂のネコ

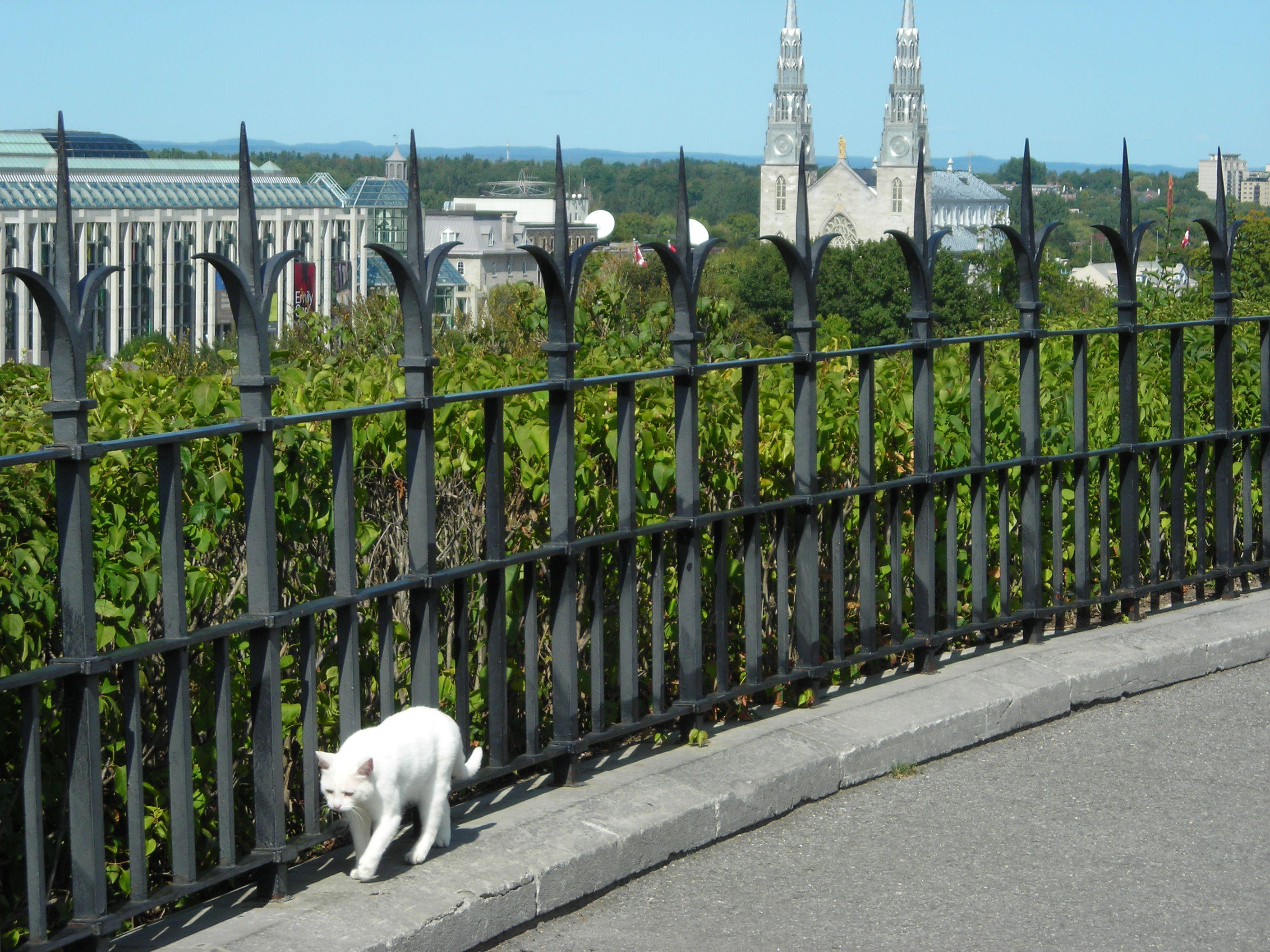
議事堂ネコの一匹、サンベリーナ (Thumbelina)。背景にはカナダ国立美術館とオタワのノートルダム大聖堂が見えている

カナダ国会議事堂のネコ（カナダこっかいぎじどうのネコ、英: Parliament Hill cat colony、仏: Chats du parlement d’Ottawa）は、カナダの首都・オタワに所在するカナダ国会議事堂周辺で、かつてボランティアにより保護されていたネコ（野良猫）の総称。並びに、実際に同議事堂内で飼われていたネコの総称。
国会議事堂付近のパーラメント・ヒルに「キャット・サンクチュアリ」と呼ばれる一画があり、そこに雨風をしのぐための小屋が設置されていた。2013年1月、最後まで残っていた野良猫が引き取られたため、その役目を終え解体された。ネコの世話と「サンクチュアリ」の管理維持はボランティアによって行われており、必要な資金は寄付で賄われていた。

## 歴史

### 議事堂内のネコとして
1924年、当時新たに作られたカナダ国会議事堂のセンターブロックの地下にネズミが住み着いていており、その個体数がゆるやかに増加していたため、これを駆除する目的で議事堂にネコを住まわせるようになった。その後すぐにネズミの数は減ったが、今度は去勢されていなかったネコの子どもが増えだしてしまったため、同1924年のうちにネコは議事堂の外で飼われるようになった。それ以降も1955年までネズミ類の数を抑える目的で337匹のネコが敷地内に「雇用」されていたが、その年以降は化学薬品に取って代わられた。
1930年代にはすでにネコの世話をする人が現れており、清掃員や整備員が屋外のあちこちで餌を与えていた。特にマッブ夫人という清掃員の女性がネコや鳥の餌をかばんに入れて議事堂周辺まで来ていたことが知られている。

### 野良猫の総称として
1970年、イレーヌ・デゾルモー (Irène Desormeaux) が、のちにネコたちの小屋が立てられることになる場所でネコに餌を与えるようになる。1980年中ごろにはデゾルモーの活動にルネ・シャルトラン (René Chartrand) が加わった。シャルトランは1987年にデゾルモーが死去するとその活動を引き継ぎ、1980年代半ば、最初の風雨避けシェルターを設置した。
2003年には約30匹のネコがおり、コロニーの維持費は年間6,000カナダドルと見積もられた。ネコたちは無料で予防接種を受け、同地にあるアルタ・ヴィスタ動物病院で検査も受けた。ペットフードを製造するネスレピュリナペットケアもペットフードを提供した。
2000年前後からサンクチュアリで暮らすネコたちには去勢・卵巣除去手術が施されるようになり、個体数は次第に減少していった。サンクチュアリに置いていかれたり、またはひとりでに迷い込んできたネコは、たいていの場合はオタワ・ヒューメイン・ソサエティによって引き取られていった。こうした施術・引き取りの継続もあり、2012年後半には4匹が残るだけになった。
シェルターは外へ開かれているため、ネコの連れ去りや冬期の厳しい住環境が懸念されてきた。また残る4匹のネコもサンクチュアリで暮らしつづけるには年齢や健康状態の面で懸念があったため、ボランティアは4匹のネコの里親を探した上でサンクチュアリを閉鎖することを決定した。2013年に入り残っていた4匹のネコはそれぞれ引き取られていったため、サンクチュアリはボランティアの申し入れによって2013年1月に閉鎖された。シェルター等の建造物は同年1月12日に公共事業・政府サービス省によって撤去された。
かつてここで暮らし引き取られていったネコについて、ボランティアの一員であったクラウス・ガーケンがそのリストをブログに掲載している。

## サンクチュアリ
野良猫の住処である「サンクチュアリ」は、国会議事堂とアレクサンダー・マッケンジー像から見て西側に位置していた。ネコの住処は柵で囲まれていたが、ネコが動き回るのに支障が出る程度のものではなく、ネコは柵を越えて内外を自由に歩き回ることができた。
1980年代半ば、最初の風雨避けシェルターがシャルトランによって設置された。1997年には2番目のシェルターが、セント・ローレンスの入植者住宅を模した様式で作られ設置された。シェルターは単に悪天候から身を隠す場所としてだけではなく、冬期にネコ同士が寄り集まって温め合う場所としても機能した。また、ネコを念頭に作られたシェルターではあったが、アライグマやウッドチャック、ハト、リスが雨風をしのぐこともあった。

## ボランティア
ネコの世話とサンクチュアリの管理はすべてボランティアによって行われていた。1970年のイレーヌ・デゾルモー、1980年中ごろのルネ・シャルトランに続き、1997年からはブライアン・ケインズ (Brian Caines) ら新たなボランティアが、2003年にはクラウス・ガーケン (Klaus Gerken) が活動に加わった。さらにガーケンはケインズとともに、シャルトランのものとは別のボランティアグループも結成した。また、ガーケンは2005年からブログでサンクチュアリでの活動について執筆・公表を始めた。シャルトランは2008年に健康上の理由からボランティアを離脱、2014年12月7日に死去している。
2003年、シャルトランはこれまでネコをはじめとした動物の世話に60年間携わった功績から、カナダのヒューメイン・ソサエティによって「動物の英雄賞」(The Heroes for Animals Award) を授与された。シャルトランの功績として、サンクチュアリに風雨避けのためのシェルターを造ったことが挙げられる。

## 観光客の関心
ピエール・ベルトンによれば、天候のよい日には一日に300人近い観光客がやってくることもあった。また、ジャーナリストが（遠方ではベネズエラから）取材に訪れることもあったが、こうした「議事堂ネコ」について後世に語り継ぐというよりは、単にちょっとの間テレビを賑わすための材料として取材しているようだったという。
訪問者の中には著名人もあり、カナダ首相を務めたピエール・トルドーは散歩がてらサンクチュアリに立ち寄るのが習慣で、ブライアン・マルルーニーは自身の乗るリムジンカーから手を振るのが常だった。同じく首相経験者のステファン・ハーパーとローリーン・ハーパーの夫妻はサンクチュアリのボランティアと会話したこともある。カナダ議会の議員もしばしばサンクチュアリを訪れており、副首相を務めたハーブ・グレイも訪問者のひとりであった。

## ネコと絵画
画家のグウェンドリン・ベストはネコの絵を多数手掛けており、2013年にはこれらの絵がオタワのオレンジ・アート・ギャラリーで展示された。ベストの絵の一部は「議事堂ネコカレンダー」にも用いられている。

## ギャラリー

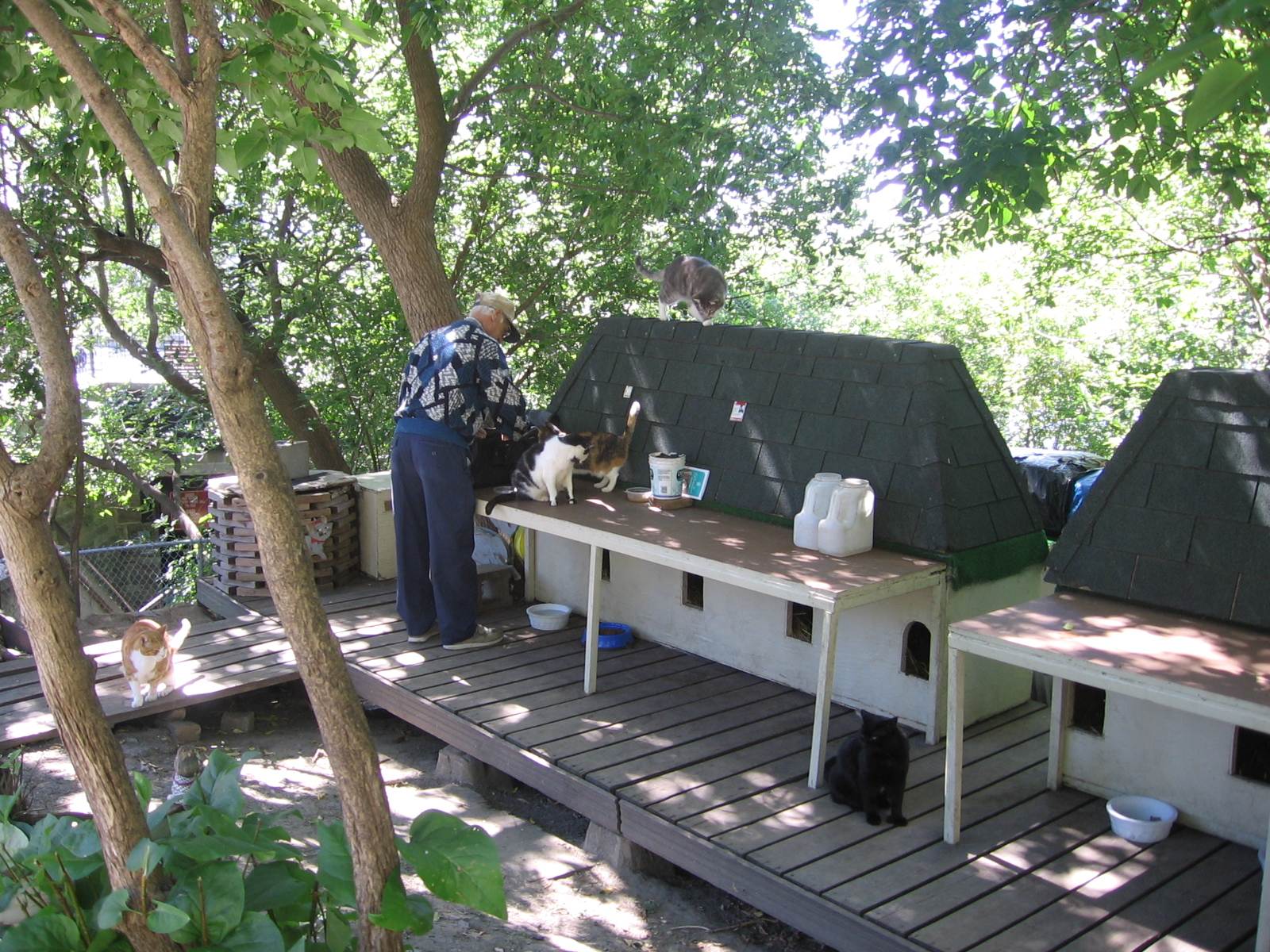
ネコの世話をするルネ・シャルトラン
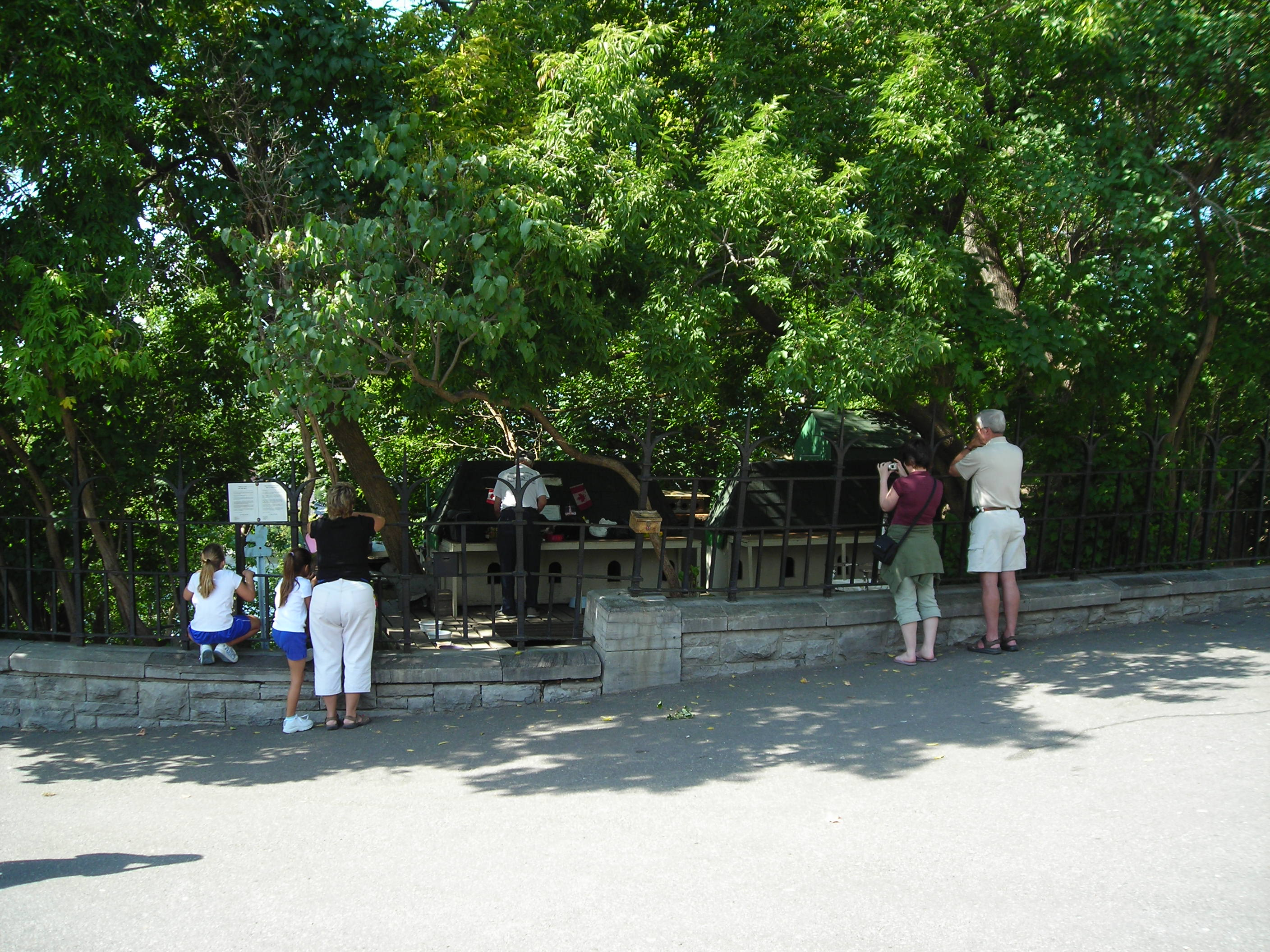
サンクチュアリは一段低いところにあった